# 黄群 (体操运动员)
黄群（1969年3月18日—），中国女子体操运动员。她在1984年洛杉矶夏季奥林匹克运动会中，参加了女子体操并获得团体铜牌。她也参加了1986年亚洲运动会，共收获两枚金牌和两枚银牌。